# Plaza de los Luceros
La plaza de los Luceros es la más emblemática de la ciudad española de Alicante. Está situada en la confluencia de cuatro avenidas, General Marvá al norte, Federico Soto al sur, Alfonso el Sabio al este y Estación al oeste. Posee en el centro una fuente monumental construida en 1930 por el escultor alicantino Daniel Bañuls Martínez, lo que popularizó el nombre, a partir de ese momento, de plaza de los Caballos.

## Toponimia
En el año 1908 la plaza, un espacio todavía sin urbanizar, recibe su primer nombre oficial. Pasó a llamarse plaza de la Independencia, para conmemorar los cien años que habían pasado del levantamiento del 2 de mayo de 1808 y el posterior inicio de la guerra de la independencia contra las tropas francesas. Esta denominación se mantuvo hasta el año 1934, cuando el 27 de julio el Ayuntamiento de Alicante, presidido por el alcalde Lorenzo Carbonell, decidió cambiarlo por plaza de Cataluña. Era un homenaje al estatuto de autonomía catalán aprobado dos años antes. Sin embargo, esta modificación se volvió atrás con la entrada del nuevo ayuntamiento del año 1934, recuperando el nombre inicial. Finalmente, con el regreso del anterior alcalde en el año 1936, se restableció nuevamente el de Cataluña.
Tras la guerra civil, en el año 1940, las nuevas autoridades decidieron utilizar el nombre de plaza de los Luceros, aprovechando la existencia de cuatro luceros en la base de la fuente y como homenaje a una estrofa de su himno "Cara al Sol". Posteriormente, ya en democracia, hubo algunos intentos fallidos de cambiar la denominación. El último examen de la cuestión fue en el año 2012, cuando se reunió el grupo de trabajo que estudia los cambios a realizar en el nomenclátor local. Allí se decidió mantener la designación de Luceros dado que, a través de los años, dicho nombre ha perdido las connotaciones de otros tiempos pasados.

## Historia

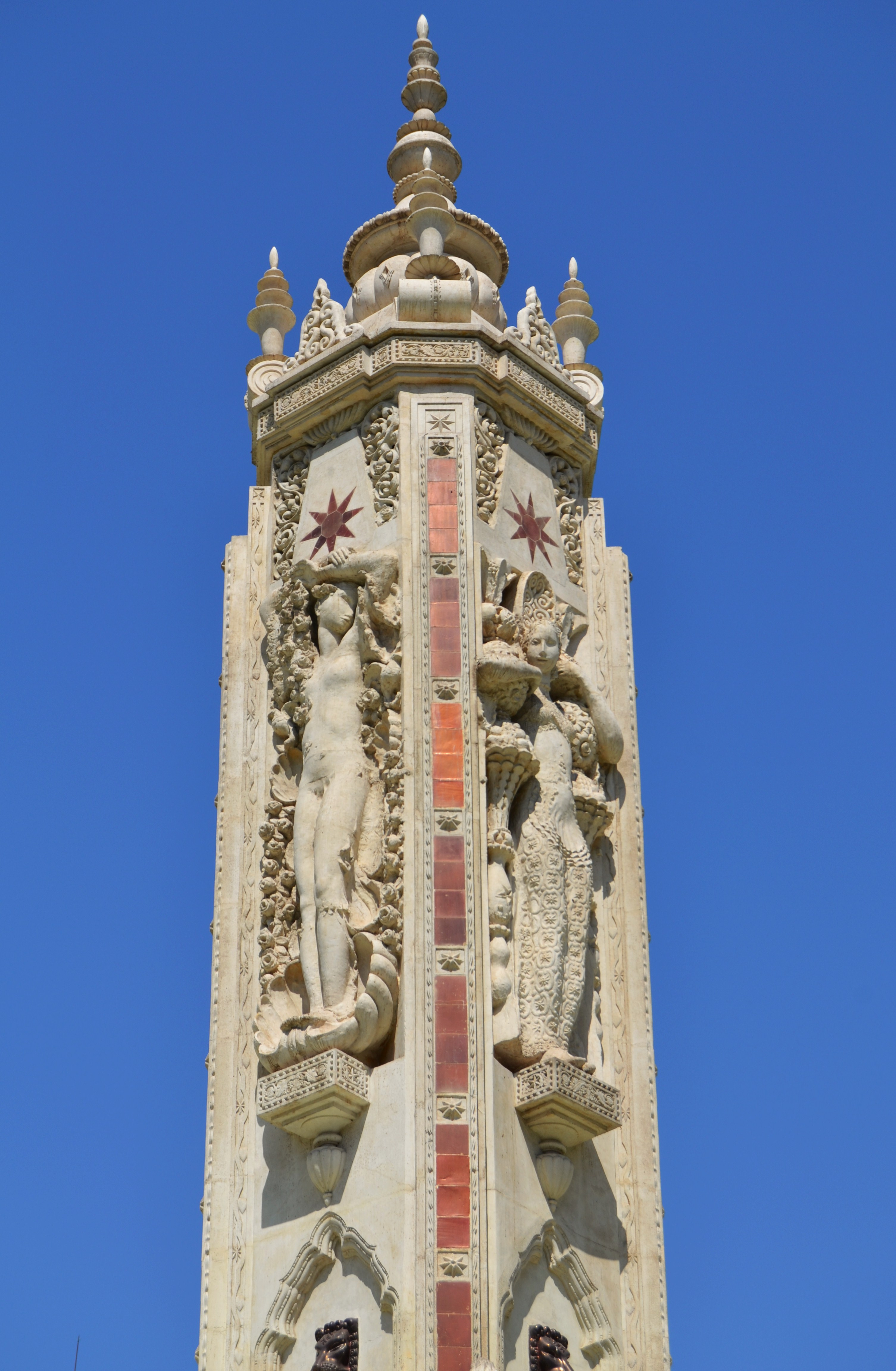
Detalle de la fuente de Levante

A finales del siglo XIX, se aprobó y se puso en marcha en Alicante el ensanche de la población. En esa planificación urbana, quedaron delimitadas dos nuevas avenidas que se cruzaban perpendicularmente en un punto cercano a la Montañeta. En esa intersección no se había planeado nada originalmente, aunque unos años después se planificó colocar una plaza circular.
En el año 1915, ya con nombre asignado, el ayuntamiento aprobó la urbanización del espacio. Antes de esto, la futura plaza había sido campo de fútbol provisional o solar para instalación de espectáculos. Al principio, la plaza era un espacio casi vacío con una escueta vegetación. El 14 de octubre de 1929 se convocó un concurso para instalar una fuente y embellecer la plaza. Se presentaron diez ideas y el proyecto ganador fue uno de los presentados por el escultor Daniel Bañuls Martínez con el nombre "Levante". La fuente comenzó a erigirse en 1930 y se finalizó el 11 de mayo de 1931.
Según el propio autor, la fuente representa al Levante español. Sin embargo, los simbolismos de la estructura parecen aludir al firmamento. La parte baja es la terrestre, donde destacan cuatro caballos. En la parte central hay un obelisco con cuatro figuras femeninas que representan a las Hespérides y una estrella roja superior que las relaciona con los luceros. En la parte alta del monumento aparece el árbol de las Hespérides, con sus frutos que representan la sabiduría divina. El conjunto escultórico no está realizado con los materiales tradicionales de ese arte, sino que se utilizó una mezcla de arena de mármol con cemento blanco.
A principios de los años 1950 esta plaza era un lugar muy concurrido y de reunión de la ciudad, en especial en las noches de verano, cuando la fuente ofrecía un espectáculo gratuito de juegos luminosos de agua. También, es el centro habitual de diversos actos sociales de la ciudad de Alicante, como la Cabalgata de Reyes Magos, desfiles de las Hogueras de Alicante y lugar donde se realizan las mascletás. Además, aquí es donde los aficionados del Hércules Club de Fútbol, tras un ascenso de categoría, acuden en masa a bañarse y disfrutar las victorias de su equipo.
El 3 de octubre de 2006 la fuente fue desmontada y trasladada, y una gran parte de la plaza excavada, a causa de la construcción de la estación subterránea de Luceros del Tram de Alicante. La ocasión se aprovechó para restaurar la fuente y renovar toda la plaza y sus alrededores. Sin embargo, para la fuente no iba a ser la última restauración, ya que en el año 2021 se realizó una nueva intervención.

### Suceso trágico
La plaza de los Luceros también tuvo momentos trágicos. Como el Asesinato de Miquel Grau el 16 de octubre de 1977, el cual fue un joven alicantino que murió por el impacto de un ladrillo lanzado desde un edificio por el militante del partido de extrema derecha Fuerza Nueva Miguel Ángel Panadero Sandoval. Los hechos se produjeron mientras Miquel colgaba carteles reivindicativos por la manifestación de la "Diada del País Valencià". El Gobierno de Adolfo Suárez en mayo del 1979 indulto parcialmente a Miguel Ángel por este crimen y este salió de prisión en 1982, cumpliendo solo 6 años de condena, de los 12 iniciales.